# Дискография Ирины Аллегровой
Дискография российской певицы Ирины Аллегровой включает в себя четырнадцать студийных альбомов, тринадцать сборников, один мини-альбом, четыре видеоальбома и шестнадцать синглов.

## Альбомы

### Студийные альбомы
| Название                           | Детали                                                                                    |
| ---------------------------------- | ----------------------------------------------------------------------------------------- |
| «Странник мой»                     | - Релиз: 16 ноября 1992 - Лейбл: Орфей, ZeKo Records, Алрек - Формат: LP, кассета         |
| «Суженый мой…»                     | - Релиз: октябрь 1994 - Лейбл: Русское снабжение - Формат: CD, кассета                    |
| «Угонщица»                         | - Релиз: 1994 - Лейбл: Jeff Records - Формат: CD, кассета                                 |
| «Я тучи разведу руками»            | - Релиз: 30 марта 1996 - Лейбл: АРС Records, Rec Records - Формат: CD, кассета            |
| «Императрица»                      | - Релиз: 2 августа 1997 - Лейбл: АРС Records, Rec Records - Формат: CD, кассета           |
| «Незаконченный роман»              | - Релиз: 9 марта 1998 года - Лейбл: АРС Records - Формат: CD, кассета                     |
| «Театр…»                           | - Релиз: 25 ноября 1999 - Лейбл: Ирина Аллегрова Продакшн - Формат: CD, кассета           |
| «Всё сначала…»                     | - Релиз: 12 февраля 2001 - Лейбл: JRC - Формат: CD, кассета                               |
| «По лезвию любви»                  | - Релиз: 6 декабря 2002 - Лейбл: JRC - Формат: CD, кассета                                |
| «Пополам» (с Михаилом Шуфутинским) | - Релиз: 28 октября 2004 - Лейбл: Квадро-Диск - Формат: CD, кассета                       |
| «С днём рождения!»                 | - Релиз: 27 октября 2005 - Лейбл: Квадро-Диск - Формат: CD                                |
| «Аллегрова 2007»                   | - Релиз: 25 октября 2007 - Лейбл: Квадро-Диск - Формат: CD, кассета                       |
| «Эксклюзивное издание»             | - Релиз: 5 марта 2010 - Лейбл: Ирина Аллегрова Продакшн - Формат: CD                      |
| «Перезагрузка. Перерождение»       | - Релиз: 30 января 2016 - Лейбл: Ирина Аллегрова Продакшн - Формат: CD, цифровая загрузка |
| «В городе серых облаков»           | - Релиз: 1 января 2021 - Лейбл: Warner Music Russia - Формат: CD, цифровая загрузка       |

### Сборники
| Название                          | Детали                                                                        |
| --------------------------------- | ----------------------------------------------------------------------------- |
| «Суженый мой…»                    | - Релиз: 1994 - Лейбл: Союз - Формат: кассета                                 |
| «The Best»                        | - Релиз: 2002 - Лейбл: Artur Music - Формат: CD, кассета                      |
| «Лучшие песни»                    | - Релиз: 2002 - Лейбл: Grand Records - Формат: CD, кассета                    |
| «Grand Collection»                | - Релиз: 2002 - Лейбл: Квадро-Диск - Формат: CD                               |
| «Любовное настроение»             | - Релиз: 2003 - Лейбл: Фирма грамзаписи «Никитин» - Формат: CD                |
| «Grand Collection»                | - Релиз: 2009 - Лейбл: Квадро-Диск - Формат: CD                               |
| «О мужчинах и для мужчин»         | - Релиз: 21 февраля 2019 - Лейбл: Digital Project - Формат: цифровая загрузка |
| «С праздником, дорогие девчонки!» | - Релиз: 6 марта 2019 - Лейбл: Digital Project - Формат: цифровая загрузка    |
| «Неизданное»                      | - Релиз: 14 мая 2019 - Лейбл: Digital Project - Формат: цифровая загрузка     |
| «Семья. Любовь. Верность»         | - Релиз: 11 июня 2019 - Лейбл: Digital Project - Формат: цифровая загрузка    |
| «Моно…»                           | - Релиз: 18 июня 2019 - Лейбл: Digital Project - Формат: цифровая загрузка    |
| «Лучшие дуэты»                    | - Релиз: 6 августа 2019 - Лейбл: Digital Project - Формат: цифровая загрузка  |
| «Бывшие…»                         | - Релиз: 13 февраля 2020 - Лейбл: Digital Project - Формат: цифровая загрузка |

### Мини-альбомы
| Название        | Детали                                                                        |
| --------------- | ----------------------------------------------------------------------------- |
| «С новым годом» | - Релиз: 12 декабря 2018 - Лейбл: Digital Project - Формат: цифровая загрузка |

### Видеоальбомы
| Название                               | Детали                                                                     |
| -------------------------------------- | -------------------------------------------------------------------------- |
| «Я тучи разведу руками»                | - Релиз: 1996 - Лейбл: АРС Records, АНОНС - Формат: VHS, VCD               |
| «Незаконченный роман Ирины Аллегровой» | - Релиз: 1998 - Лейбл: АРС Records, Джем Records, АНОНС - Формат: VHS, VCD |
| «Исповедь»                             | - Релиз: 1998 - Лейбл: Джем Records, АНОНС - Формат: VHS, VCD              |
| «Исповедь несломленной женщины»        | - Релиз: 2010 - Лейбл: CD Land - Формат: DVD                               |

## Синглы
| Год                                                                               | Название                                       | Высшая позиция в чартах            | Высшая позиция в чартах  | Высшая позиция в чартах    | Высшая позиция в чартах  | Высшая позиция в чартах | Высшая позиция в чартах   | Высшая позиция в чартах | Альбом                  |
| Год                                                                               | Название                                       | Россия TopHit Radio & YouTube Hits | Россия TopHit Radio Hits | Россия TopHit YouTube Hits | Москва TopHit Radio Hits | СНГ TopHit Radio Hits   | Украина TopHit Radio Hits | Киев TopHit Radio Hits  | Альбом                  |
| --------------------------------------------------------------------------------- | ---------------------------------------------- | ---------------------------------- | ------------------------ | -------------------------- | ------------------------ | ----------------------- | ------------------------- | ----------------------- | ----------------------- |
| 1996                                                                              | «Я тучи разведу руками…»                       | —                                  | —                        | —                          | —                        | —                       | —                         | —                       | «Я тучи разведу руками» |
| 2007                                                                              | «Привет, Андрей»                               | 214                                | —                        | —                          | —                        | 168                     | —                         | —                       | «Угонщица»              |
| 2007                                                                              | «Младший лейтенант»                            | 142                                | —                        | 123                        | —                        | 160                     | —                         | —                       | «Суженый мой…»          |
| 2007                                                                              | «Фотография»                                   | 280                                | —                        | —                          | —                        | 231                     | —                         | —                       | «Странник мой»          |
| 2007                                                                              | «Незаконченный роман» (с Игорем Крутым)        | 191                                | —                        | —                          | —                        | 157                     | —                         | —                       | «Незаконченный роман»   |
| 2007                                                                              | «Я тебе не верю» (с Григорием Лепсом)          | 376                                | —                        | —                          | —                        | 286                     | —                         | —                       | «Аллегрова 2007»        |
| 2009                                                                              | «Княжна»                                       | 733                                | —                        | —                          | 46                       | 35                      | —                         | —                       | «Эксклюзивное издание»  |
| 2009                                                                              | «Не обернусь»                                  | —                                  | —                        | —                          | 51                       | 29                      | —                         | 33                      | «Эксклюзивное издание»  |
| 2010                                                                              | «Кому какая разница»                           | 340                                | —                        | —                          | 19                       | 19                      | —                         | 21                      | «Эксклюзивное издание»  |
| 2010                                                                              | «Когда любовь умирает»                         | —                                  | —                        | —                          | —                        | 168                     | —                         | —                       | «Эксклюзивное издание»  |
| 2013                                                                              | «Первая любовь — любовь последняя» (со Славой) | —                                  | 25                       | —                          | 44                       | 22                      | 17                        | 18                      | «Откровенно»            |
| 2014                                                                              | «Вьюга-зима»                                   | —                                  | —                        | —                          | —                        | 209                     | —                         | —                       | без альбома             |
| 2016                                                                              | «Кино о любви» (с Ivan’ом)                     | 172                                | —                        | —                          | —                        | 138                     | —                         | —                       | без альбома             |
| 2017                                                                              | «Ангел завтрашнего дня» (с Григорием Лепсом)   | —                                  | —                        | —                          | —                        | —                       | —                         | —                       | без альбома             |
| 2018                                                                              | «В городе серых облаков»                       | 406                                | —                        | —                          | —                        | 297                     | —                         | —                       | без альбома             |
| 2020                                                                              | «Осень» (с Игорем Крутым)                      | 124                                | —                        | —                          | —                        | 107                     | —                         | —                       | «Всё о любви…»          |
| 2023                                                                              | «Молитва»                                      | —                                  | —                        | —                          | —                        | —                       | —                         | —                       | без альбома             |
| Символ «—» означает, что сингл не попал в чарт или не выпускался в данной стране. |                                                |                                    |                          |                            |                          |                         |                           |                         |                         |